# Tokigawa
Tokigawa (ときがわ町 Tokigawa-machi?) es un pueblo en la prefectura de Saitama, Japón, localizado en el centro-este de la isla de Honshū, en la región de Kantō. El 1 de marzo de 2021 tenía una población estimada de 10 470 habitantes y una densidad de población de 187 personas por km².

## Geografía
Tokigawa está localizado en la parte central de la prefectura de Saitama. Limita con las ciudades de Hannō y Chichibu, los pueblos de Hatoyama, Ogawa, Ogose, Yokoze y Ranzan, así como con la villa Higashichibu.

## Historia
Las villas de Myōkaku y Tamagawa se crearon dentro del distrito de Hiki el 1 de abril de 1889. Myōkaku se fusionó con la villa de Okunugi del distrito de Chichibu para formar la villa de Tokigawa el 1 de febrero de 1955. Tokigawa y Tamagawa se fusionaron para formar el pueblo de Tokigawa el 1 de febrero de 2006.

## Demografía
Según los datos del censo japonés, la población de Tokigawa ha disminuido lentamente en los últimos 20 años.
| Gráfica de evolución demográfica de Tokigawa entre 1940 y 2015 |
|                                                                |
| Oficina de Estadística de Japón                                |